# 関西四私立大学応援団連盟
関西四私立大学応援団連盟（かんさいよんしりつだいがくおうえんだんれんめい）とは、関西に在所の関西大学、関西学院大学、同志社大学、立命館大学の四私立大学の学生応援団で構成された組織である。

## 構成大学
- 関西大学応援団
- 関西学院大学応援団総部
- 同志社大學應援團
- 立命館大学応援団

## 概略
関西四私立大学応援団連盟の発足以前、関西学生応援団連盟という連盟が存在していたが1965年に解散している。
昭和22(1947)年に関学応援団の呼びかけで、関西学生応援団連盟が朝日新聞社で結成式を挙げた。加盟校は、関西学院、関西大学、同志社大学、立命館大学、大阪専門学院、摂南工専の6校。毎月、当番校を決め、幹部会を持ち回りしたが、関学での幹部会が一番の人気。理由は、関学の食堂に当時、街では食べられないメニューがあったため。食糧難時代の笑えない余話である。関西六大学野球リーグ戦には、さっそく応援団連盟の優勝盾がつくられ、関学の本郷団長から手渡された。その後、次第に加盟校がふえていった。
昭和40(1965)年には、伝統の関西応援団連盟が解散した。この年は、各大学で不祥事件が続発し、とりわけ伝統の関関同立の4大学から「不祥事件を起こすような大学と同列に見られるのは、いやだ」との声が起こったのが原因。こんなことから連盟会議に解散が提議され、決まった。これで、昭和22(1947)年に結成された同連盟は、18年の歴史に幕を閉じた。
昭和6(1931)年に発足した関西六大学野球連盟は関学、関大、同大、立命、京大、神戸商大(現在の神戸大学)の六大学であったが、昭和37(1962)年に入替え戦が導入された。その後、昭和40年代後半に入ると、「花の応援団」と称される力強い(部員数が多い)応援団が勢力を伸ばすようになってきた。取り分け、近畿大学と大阪商業大学の両校応援団の勢力拡大が目立ち、硬式野球応援の団旗掲揚、校歌斉唱などにおいても自らのルールを押し付けることもあったようだ。
こうした中、関関同立の応援団への圧力も高まり、このような状態を打破しようとの気運が高まり、関大応援団の提唱によりその当時の四私大幹部が対策会議を行なった。昭和50(1975)年12月、大阪十三における最終会議を経て連盟発足へと至った。

## 略史
昭和50(1975)年、沈滞気味の関西四私立大の体育会や一般学生の発奮を促そうと、関西四私立大応援団連盟が旗揚げした。関西大学応援団の徳山喜昭総監督の提唱で、加盟は関西学院大学応援団総部、関西大学応援団、同志社大學應援團、立命館大学応援団。
翌51(1976)年には、結成記念連盟祭が各大学で催され、52(1977)年には、5月に関学、10月に立命大で連盟祭。53(1978)年には、同大応援団が連盟旗を、54(1979)年には立命大応援団が連盟バッジを、関学応援団総部が連盟機関誌創刊号をつくった。
平成7（1995）年9月、第16回連盟祭からタイトルを「四雄の宴」と変えた。会場は、長岡京市記念文化会館で行われた。 平成11(1999)年、第19回連盟祭より京都駅ビル室町小路広場での開催となった。
平成16(2004)年、第25回連盟祭を記念し、作詞 不詳、作曲 稲岡晃一(関西大学OB)による連盟歌が制作された。 平成18(2006)年、第27回連盟祭より初の四私大合同コンバットステージが催された。

## 連盟歌
2004年創作
作詞:不詳　作曲:稲岡晃一(関西大学OB)

関関同立 ここにありて
燃えあがれ 我らの若き力
緑葉征旗 かかげれば
関西にとどろく 応援団
若人集いし 四雄の宴
誇り 絆 心一つに
永遠に輝け

## 特徴
毎年、9月末日に四雄の宴（しゆうのうたげ）と呼ばれる四私大応援団合同の演舞演奏を開催している。四私立大学合同で行うマスコットソングステージや四私大合同コンバットステージが特徴的である。